# Liste der Kreisstraßen in Frankenthal (Pfalz)
Die Liste der Kreisstraßen in Frankenthal (Pfalz) ist eine Auflistung der Kreisstraßen in der rheinland-pfälzischen kreisfreien Stadt Frankenthal (Pfalz).

## Abkürzungen
- K: Kreisstraße
- L: Landesstraße

## Liste
Die Kreisstraßen behalten die ihnen zugewiesene Nummer in der Regel nicht bei einem Wechsel in einen anderen Landkreis oder in eine kreisfreie Stadt. Nicht vorhandene bzw. nicht nachgewiesene Kreisstraßen werden in Kursivdruck gekennzeichnet, ebenso Straßen und Straßenabschnitte, die unabhängig vom Grund (Herabstufung zu einer Gemeindestraße oder Höherstufung) keine Kreisstraßen mehr sind. 
Der Straßenverlauf wird in der Regel von Nord nach Süd und von West nach Ost angegeben.
| Nr.  | Verlauf |
| ---- | --- |
| K 1  | (K 1 im Rhein-Pfalz-Kreis) – Stadtgrenze – Mörscher Straße – – Mörscher Straße – Petersau – K 10 |
| K 2  | K 9 – Industriestraße – L 523 – Wilhelm-Hauff-Straße – Am Nussbaum – Roxheimer Straße – K 3 |
| K 3  | K 9 – Mörscher Straße – L 523 – Mörscher Straße – Hauptstraße – K 2 – Hauptstraße – Petersauer Weg – |
| K 4  | L 523 – Wormser Straße – L 453 – Wormser Straße – K 9 – Wormser Straße – … – L 522 – Mahlastraße – – Frankenthaler Straße – K 5 |
| K 5  | L 524 – Studernheimer Weg – Mühlbergstraße – K 4 |
| K 6  | (K 4 im Rhein-Pfalz-Kreis) – Stadtgrenze – Freinsheimer Straße – L 524 |
| K 7  | L 522 – Lambsheimer Straße – Bahnhofstraße – Rathausplatz – K 4 – August-Bebel-Straße – Wallonenstraße – K 9 |
| K 8  | Ormsheimerhof – An der Langgewann – L 522 |
| K 9  | (K 5 im Rhein-Pfalz-Kreis) – Stadtgrenze – Beindersheimer Straße – K 2 – Beindersheimer Straße – L 453 – Beindersheimer Straße – Heßheimer Straße – Eisenbahnstraße – Friedrich-Ebert-Straße – K 4 – Mörscher Straße – K 3 – Pilgerstraße – Foltzring – L 522 |
| K 10 | – Petersau – K 1 – Petersau |
| K 11 | – Wormser Straße – Stadtgrenze – (K 4 in Ludwigshafen am Rhein) |